# Bochtaanwijzer

Bochtaanwijzer

Een bochtaanwijzer (Engels: turn coordinator) is een instrument dat aangeeft  of een vliegtuig op de juiste wijze een bocht maakt.
Boven in het instrument is een vliegtuigsymbool zichtbaar, als het vliegtuig een "standard rate turn" maakt (360° van richting veranderd in 2 minuten) staat de vleugeltip van het vliegtuigsymbool precies op het streepje (zie afbeelding).
Met de zwarte stip onder in het instrument (het zogenaamde "balletje") geeft de bochtaanwijzer aan of de bocht  een gecoördineerde bocht is. Het vliegtuig slipt niet (het verder rechtdoor gaan, hoewel er al een bocht wordt genomen) of schuift niet (als de neus te ver naar binnen gaat voor de bocht). Het slippen of schuiven in de bocht kan gecorrigeerd worden door  'op de bal te trappen', roer te geven aan de kant waar de bal staat.
snelheidsmeter · kunstmatige horizon · hoogtemeter · bochtaanwijzer · gyrokompas · variometer · radiohoogtemeter · vliegtuigelektronica